# Полет 965 на „Американ Еърлайнс“
Полет 965 на „Американ Еърлайнс“ e редовен полет от международното летище Маями в Маями, Флорида, до международното летище „Алфонсо Бонила Арагон“ в Кали, Колумбия. На 20 декември 1995 г. „Боинг 757-223“, който лети по този маршрут (регистриран като N651AA), се разбива в планина в Буга, Колумбия около 21:40 ч., като по този начин убива 151 от 155-те пътници и всичките 8 членове на екипажа. Последният запис на записващото устройство за данни на полета показва, че самолетът лети с 346 км/ч и с наклон от почти 28°. Катастрофата е на 9,7 км южно от Тулуа и на 28 км северно от края на подхода на писта 19 на международното летище „Алфонсо Бонила Арагон“.
Катастрофата е първият инцидент със 757 собственост на Съединените американски щати и до момента е най-смъртоносният авиационен инцидент на територията на Колумбия. Това е и най-смъртоносният инцидент с участието на „Боинг 757“ по това време, но е надминат от инцидента при полет 301 на „Биргенеър“, който се разбива 7 седмици по-късно със 189 души на борда, всички от които загиват. Полет 965 е най-смъртоносното въздушно бедствие с участието на американски превозвач след терористичната атака върху самолета, който изпълнява полет 103 на „Пан Ам“ над Локърби, Шотландия през 1988 г.
Колумбийският специален административен отдел за гражданска аеронавтика разследва инцидента и установява, че е причинен от навигационни грешки на екипажа на полета. Тази катастрофа с контролиран полет в терена се превръща в катализатор за подобряване на системите за безопасност и въвеждане на подобрена система за предупреждение за близост до земята през 1996 г., която може да предотврати такива инциденти. Наложено е всички регистрирани в Съединените американски щати самолети с турбинни двигатели способни да превозват повече от шест пътници, произведени от 2002 г. насам, да имат усъвършенствана система за предупреждение за терена.